# Берёзы (Архангельская область)
Берёзы — деревня в Холмогорском районе Архангельской области.

## География
Находится в центральной части Архангельской области на расстоянии приблизительно 13 км на восток-юго-восток по прямой от районного центра села Холмогоры на левобережье реки Северная Двина.

## История
В 1859 году здесь (тогда деревня Холмогорского уезда Архангельской губернии) было учтено 8 дворов, в 1905 —23. До 2022 года входила в Матигорское сельское поселение до его упразднения.

## Население
Численность населения: 61 человек (1859 год), 129 (1905), 13 (русские 100 %) в 2002 году, 12 в 2010.